# Spar (piattaforma)

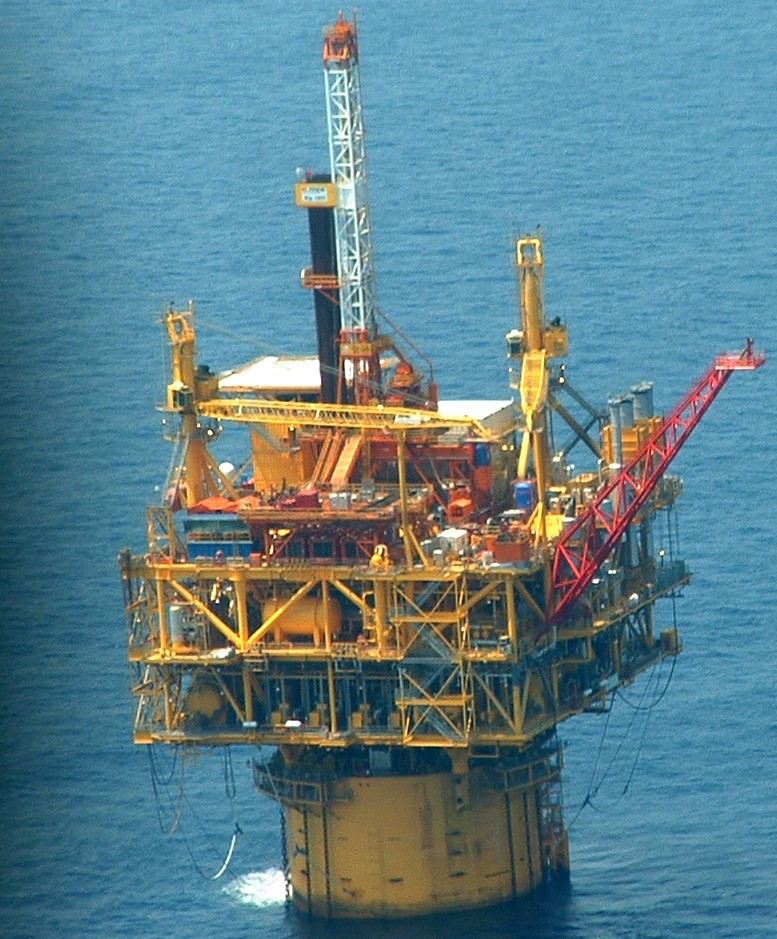
La piattaforma Truss spar Devil's Tower nel Golfo del Messico

La spar è un tipo di piattaforma petrolifera galleggiante utilizzata per fondali molto profondi.

## Origine del nome
Il termine spar in inglese (boa a palo in italiano) indica un tipo di boa posta in posizione verticale e ancorata al fondale marino.

## Utilizzo
Le piattaforme spar sono principalmente utilizzate come piattaforme di produzione e si sono sviluppate come alternativa alle tradizionali piattaforme per fondali molto profondi.
La struttura consiste in un cilindro galleggiante di grande diametro ancorato al fondale, che supporta un ponte su cui sono installate tutte le attrezzature.

## Tipologia
Esistono sostanzialmente tre tipi di piattaforme spar che si differenziano per la forma dello scafo.
La spar classica è caratterizzata da uno scafo cilindrico che fornisce la spinta di galleggiamento nonché la stabilità dell'intera struttura. La prima spar classica di produzione è stata la Neptune, installata nel golfo del Messico nel 1996 in 580 metri di profondità d'acqua dalla compagnia petrolifera Oryx Energy (poi acquisita dalla Kerr-McGee, a sua volta comprata dalla Anadarko); precedentemente questa tipologia di piattaforma era utilizzata come stoccaggio di greggio (progetto Brent) sin dagli anni settanta.
Successivamente si è sviluppata la Truss spar (dal termine inglese truss, fascio), caratterizzata da un sistema tubolare che separa il sistema di zavorra alla base della piattaforma da un cilindro superiore, su cui sono poggiati i ponti in superficie. La Truss spar risulta più economica della spar classica e al tempo stesso più stabile anche in fondali più profondi. Le prime Truss spar sono state la Nansen e la Boomvang, entrambe operate dalla Kerr-McGee nel golfo del Messico, installate quasi contemporaneamente nel 2001 rispettivamente in 1122 e 1052 metri d'acqua.
Di più recente costruzione è la Cell spar, che sostituisce il cilindro immerso con un sistema di cilindri (tipicamente 6) che ne circondano uno centrale. La Cell spar risulta ulteriormente più economica delle precedenti, in quanto caratterizzata da dimensioni più contenute e quindi da un minor quantitativo di metallo richiesto per la realizzazione. La prima (e unica al momento) Cell spar al mondo è la Red Hawk installata nel 2004 in 1615 metri sempre nelle acque del golfo del Messico, ad opera della compagnia Kerr-McGee.

## Costi
Le piattaforme spar si sono diffuse in quanto soluzioni più economiche per la produzione di idrocarburi in acque ultra profonde.
La costruzione dello scafo delle prime spar classiche richiedeva, tuttavia, strutture ed attrezzature di grandi dimensioni, non presenti negli Stati Uniti dove queste piattaforme erano destinate. Era quindi necessario costruire lo scafo oltreoceano (tipicamente in Finlandia) e trasportarlo sulle coste del golfo del Messico dove venivano assemblate le ultime parti per poter essere poi posizionato nella posizione definitiva.
Le Truss spar hanno segnato un'ulteriore riduzione dei costi in quanto caratterizzate da dimensioni più ridotte riducendo così anche i costi di trasporto. Inoltre alcune parti dello scafo potevano essere costruite nei cantieri degli Stati Uniti, contribuendo così a ridurre ulteriormente i costi totali.
La Cell spar risulta ancora più economica poiché le minori dimensioni di ogni singolo cilindro (nel caso della Red Hawk, 20 piedi di diametro) ne consentivano la costruzione nei cantieri americani, eliminando così i costi di trasporto.
La spar Neptune è costata alla Oryx Energy circa 300 milioni di dollari, ma è stato stimato che ne abbia fatti risparmiare 90 rispetto ad una piattaforma tradizionale.

## Piattaforme spar nel mondo
Proprio per la diffusa presenza di giacimenti in acque profonde, il Golfo del Messico è caratterizzato dal maggior numero di piattaforme spar nel mondo. Al momento soltanto una è stata installata al di fuori del golfo del Messico, nel sud-est asiatico (Kikeh in Malaysia), altre invece sono in progettazione nel mare del Nord.
La prima piattaforma di produzione spar del Golfo del Messico, la spar Neptune, è stata installata nel settembre 1996.
Il fondale più profondo al quale una spar è stata ancorata è di 2 383 metri nel Golfo del Messico. Si tratta della piattaforma di produzione Perdido di tipo Truss, operata dalla Shell.
| Piattaforma       | Tipo     | Anno | Area                   | Stato       | Operatore   | Profondità marina (m) | Design           |
| ----------------- | -------- | ---- | ---------------------- | ----------- | ----------- | --------------------- | ---------------- |
| Neptune           | Classica | 1996 | Golfo del Messico      | Stati Uniti | Oryx Energy | 588                   | Technip          |
| Genesis           | Classica | 1998 | Golfo del Messico      | Stati Uniti | Chevron     | 789                   | Technip          |
| Hoover Diana      | Classica | 2000 | Golfo del Messico      | Stati Uniti | ExxonMobil  | 1471                  | Technip          |
| Nansen            | Truss    | 2001 | Golfo del Messico      | Stati Uniti | Kerr-McGee  | 1122                  | Technip          |
| Boomvang          | Truss    | 2002 | Golfo del Messico      | Stati Uniti | Kerr-McGee  | 1052                  | Technip          |
| Horn Mountain     | Truss    | 2002 | Golfo del Messico      | Stati Uniti | BP          | 1652                  | Technip          |
| Holstein          | Truss    | 2003 | Golfo del Messico      | Stati Uniti | BP          | 1311                  | Technip          |
| Medusa            | Truss    | 2003 | Golfo del Messico      | Stati Uniti | Murphy Oil  | 678                   | J. Ray McDermott |
| Devil's Tower     | Truss    | 2004 | Golfo del Messico      | Stati Uniti | Eni         | 1710                  | J. Ray McDermott |
| Front Runner      | Truss    | 2004 | Golfo del Messico      | Stati Uniti | Murphy Oil  | 1006                  | J. Ray McDermott |
| Gunnison          | Truss    | 2004 | Golfo del Messico      | Stati Uniti | Kerr-McGee  | 945                   | Technip          |
| Red Hawk          | Cell     | 2004 | Golfo del Messico      | Stati Uniti | Kerr-McGee  | 1615                  | Technip          |
| Mad Dog           | Truss    | 2005 | Golfo del Messico      | Stati Uniti | BP          | 1372                  | Technip          |
| Constitution      | Truss    | 2005 | Golfo del Messico      | Stati Uniti | Kerr-McGee  | 1515                  | Technip          |
| Kikeh             | Truss    | 2007 | Mar Cinese Meridionale | Malaysia    | Murphy Oil  | 1310                  | Technip          |
| Tahiti            | Truss    | 2007 | Golfo del Messico      | Stati Uniti | Chevron     | 1280                  | Technip          |
| Perdido           | Truss    | 2010 | Golfo del Messico      | Stati Uniti | Shell       | 2383                  | Technip          |
| Lucius            | Truss    | 2014 | Golfo del Messico      | Stati Uniti | Anadarko    | 2164                  | Technip          |
| Gulfstar FPS GS-1 | Classica | 2014 | Golfo del Messico      | Stati Uniti | Hess        | 1311                  | J. Ray McDermott |
| Heidelberg        | Truss    | 2016 | Golfo del Messico      | Stati Uniti | Anadarko    | 1616                  | Technip          |
| Aasta Hansteen    | Truss    | 2018 | Mare del Nord          | Norvegia    | Statoil     | 1300                  | Technip          |